# Paul Sorvino
Paul Anthony Sorvino (Brooklyn, 13 d'abril de 1939 - Jacksonville, 25 de juliol de 2022) fou un actor estatunidenc. És sobretot conegut pel seu paper de Paulie Cicero (basat en Paul Vario) en la pel·lícula de gàngsters Goodfellas (català: Un dels nostres) de 1990 i també pel paper del sergent Phil Cerreta en la segona temporada de la sèrie televisiva Law & Order. Dos dels seus fills, Mira Sorvino i Michael Sorvino, són també actors.